# Jugoslavien
 Der er for få eller ingen kildehenvisninger i denne artikel, hvilket er et problem. Du kan hjælpe ved at angive troværdige kilder til de påstande, som fremføres i artiklen.

Jugoslavien var et land på Balkanhalvøen, der eksisterede i forskellige konfigurationer fra 1918 til 2006. Først som kongerige fra 1918 til 1945, siden som socialistisk republik fra 1945 til 1992, og til sidst som føderalrepublik fra 1992 til 2006 (fra 2003 kendt som Serbien og Montenegro).
Landet blev etableret som Kongeriget af Serbere, Kroater og Slovenere (fra 1929 Kongeriget Jugoslavien) ved sammenlægning af de eksisterende kongedømmer Serbien og Montenegro med områder der indtil kort forinden have været underlagt Østrig-Ungarn. Under 2. verdenskrig blev landet i 1941 besat af aksemagterne, og opdelt. I 1944-45 lykkedes det gradvist en partisanbevægelse under ledelse af kommunisten Josip Broz Tito at trænge besættelsesmagten ud, og efter krigen oprettedes i 1945 en socialistisk stat, Den Føderale Folkerepublik Jugoslavien (fra 1960 Den Socialistiske Føderale Republik Jugoslavien) under Titos ledelse. Efter oprindeligt at have været en del af Østblokken, skiftede landet retning efter Tito-Stalin-konflikten i 1948, så det igennem størstedelen af den kolde krig førte en neutral international politik, og blev et af de grundlæggende medlemmer af De alliancefrie landes bevægelse. Efter Titos død i 1980 førte voksende etnisk nationalisme i slut-1980'erne til oprør blandt de mange etniciteter i de jugoslaviske republikker. I 1991 og 1992 erklærede 4 af de 6 delrepublikker sig uafhængige, hvilket blev startskuddet til en række krige i regionen, og fik Serbien og Montenegro til at proklamere den Føderale Republik Jugoslavien.
Under sine 70 års eksistens undergik Jugoslavien alle mulige styreformer, hvilket er et særtilfælde i Europa. Fra 1918 til 1941 var landet et monarki med begrænset parlamentarisk demokrati (1921–1929), derefter 6 år under militært, monarkisk diktatur med fascistiske elementer (1929–1935), derefter igen i 6 år en slags genopbygget pseudoparlamentarisme (1935–1941). Under 2. Verdenskrig (1941–1945) oplevede landet, foruden befrielseskrigen, en barsk nationalistisk borgerkrig, i hvilken knap en million mennesker døde. Af disse døde 237.000 på kommunisternes side og 209.000 på besættelsesmagternes side. I 46 år (1945–1991) efter 2. Verdenskrig, fra 1945 til 1952/1953, havde Jugoslavien en socialistisk grundlov, som blev ændret flere gange i løbet af de næste 26 år (1965–1991), og fra at være et centraliseret land blev Jugoslavien til et føderalt samfund med et mere udviklet næringsliv end de andre socialistiske lande i Europa.

## Forfatning, stater og folkeslag
Ifølge forfatningen af 1946 var Jugoslavien en føderal republik, da kongedømmet afskaffedes ved en proklamation den 29. november 1945. 
Forfatningen ændredes i 1953, således at statens højeste myndighed, Folkets Forsamling, kom til at bestå af dels Forbundsforsamlingen, valgt ved almindelig og hemmelig valgret med en repræsentant for hver 60.000 indb., samt med 70 repræsentanter valgt af forbundsrepublikkerne og de selvstyrende områder, og dels Producenternes Forsamling, valgt af de "producerende", dvs. organisationer for arbejdere, bønder, handel og transport etc. med en repræsentant for hver 70.000 af arbejderbefolkningen. Ministerstyret erstattedes af et af Folkets Forsamling valgt eksekutivråd, hvis formand var Jugoslaviens præsident. Samtidig fik enkeltstaterne og de lokale råd større magt, medens centralregeringen især beholdt udenrigspolitik og militærvæsenet.
Det tidligere Jugoslavien havde inden opløsningen i 1991 et areal på 256.393 km² og 23.472.000 indbyggere.
Landet bestod af seks republikker, som ifølge grundloven var defineret som stater: Serbien (Srbija) (uden de autonome områder 5.754.000 indbyggere), inklusive 2 autonome områder: Vojvodina (2.013.000 indbyggere) og Kosovo og Metohija (Kosovo i Metohija) til daglig kaldt Kosovo (1.955.000 indbyggere), Kroatien (Hrvatska) (4.760.000 indbyggere), Slovenien (Slovenija) (1.974.000 indbyggere), Bosnien og Hercegovina (Bosna i Hercegovina, i daglig tale BiH) (4.366.000 indbyggere), Makedonien (Makedonija) (2.034.000 indbyggere) og Montenegro (Crna Gora) (616.000 indbyggere).
Som multietnisk stat bestod Jugoslavien af seks officielt anerkendte nationer (etniciteter): montenegrinere (2,6 %), kroater (19,6 %), makedonere (6 %), bosniakker (8,9 %), slovenere (7,8 %) samt serbere (36,3 %). Nationerne har haft deres hovedbefolkning i de tilsvarende republikker, men betegnelserne dækker over etnicitet, ikke statsborgerskab. Bosniakkerne er i denne sammenhæng specielle, idet de i forskellige sammenhænge defineres ud fra hhv deres etniske tilhørsforhold og deres religion (de er muslimer).
Selvom de var regnet som mindretal, var albanerne (2.150.000 indbyggere, dvs. 8 %) mere talrige end tre af de jugoslaviske nationer. Foruden dem var der også ungarere, som med 426.000 indbyggere udgjorde 2 % af den samlede befolkning. Stor forskel i størrelserne (den største nation var 14 gange større end den mindste) bevirkede, at de større nationer havde mere indflydelse på landets politiske liv end de mindre.
Jugoslavien havde formelt set ikke noget officielt sprog, men de facto fungerede serbokroatisk som et sådant. Det var også (som serbisk, kroatisk og bosnisk) officielt sprog i Serbien, Kroatien, Bosnien og Monetenegro, mens makedonsk og slovensk var officielle sprog i hhv Makedonien og Slovenien. Foruden dette havde alle indbyggere af anden etnisk herkomst ret til at tale deres eget sprog: albansk, tyrkisk, ungarsk, rumænsk, roma, tjekkisk, tysk, italiensk og flere andre.
Jugoslavien var også et multireligiøst land: serbere, montenegrinere og makedonere var overvejende ortodokse; kroaterne, slovenerne, samt det ungarske, slovakiske, tjekkiske og italienske mindretal overvejende katolikker, bosniakkerne og det tyrkiske mindretal (langt) overvejende muslimer. 

## Historie
I oldtiden hørte området (som senere blev til Jugoslavien) til Romerriget og senere til det Byzantinske Rige.
I det 7. århundrede begyndte slavernes indvandring.
I det 12. århundrede dannede serberne en kraftig stat under Nemaniderne med storhedstid under Stefan Dušan (1331-1355).

### Kongeriget Jugoslavien, 1918-1941
Efter Østrig-Ungarns nederlag i 1. Verdenskrig opfyldtes de serbiske forhåbninger om en sydslavisk stat, og den 1. december 1918 dannedes Kongeriget af Serbere, kroater og slovenere. Det serbiske kongehus Karadjordjević blev hele Jugoslaviens kongehus med Peter 1. som konge (1918-1921). Ved hans død den 16. august 1921 overtog sønnen Aleksander 1. magten.
Forfatningen af 1921 skabte et centraliseret Jugoslavien, domineret af serberne under Pasić, mens de øvrige befolkningsgrupper opponerede, især føreren af det kroatiske Bondeparti Stefan Radić, som blev skudt den 20. juni 1928 (sammen med to andre delegerede) i den Jugoslaviske Rigsdag af en montenegrinsk deputeret. Radić blev såret og overført til byen Zagreb hvor han døde dagen efter. Dette førte til en sådan uro, at Alexander 1. den 6. januar 1929 indførte diktatur for at undgå borgerkrig. Forfatningen blev sat ud af kraft, parlamentet opløst, der blev indført censur og nationale (dvs etniske) faner blev forbudt. I 1929 ændrede kongen landets navn til Kongeriget Jugoslavien. Yderliggående kroatere flygtede til udlandet, hvor de oprettede terrorgrupper.[kilde mangler]
Den 3. september 1931 udsendte Jugoslaviens kong Alexander 1. kundgørelse om diktaturets afløsning af en parlamentarisk regeringsform.
I Mussolinis Italien fandt kroaten Ante Pavelić tilflugtssted og oprettede en terrorgruppe kaldet "Ustaša", hvis mål var at opløse Jugoslavien og oprette et fascistisk Kroatien efter italiensk forbillede. Pavelić tog kontakt med den makedonske terrororganisation VMRO (Den Indre Makedonske Revolutionære Organisation) (Vnatrešna Makedonska Revolucionarna Organizacija) og udførte fællesaktioner mod landet (fx overfald, likvideringer). Derefter gik de over til kongemord, da kongen var på besøg i Frankrig. Den 9. oktober 1934 kom kong Alexander 1. til Marseille og efter at bilen havde kørt et par hundrede meter på kajen, sprang en mand op på bilens dørtrin og affyrede en skudsalve. Den oprevne folkemængde lynchede morderen på stedet. Kongens sidste ord til sin udenrigsminister siges at have været: "Bevar mig Jugoslavien". Mordet sendte en chokbølge igennem Jugoslavien. Han efterfulgtes af sin 10-årige søn Peter 2., mens Alexanders fætter Prins Paul blev udnævnt til prinsregent. Efter mordet på kong Alexander blev Ante Pavelić af en fransk domstol dømt til døden in absentia.
Den 24. marts 1937 underskrev Italien og Jugoslavien en ikke-angrebs- og handelskontrakt.

### Jugoslavien under anden verdenskrig, 1941-1945
I marts 1938 invaderede og annekterede Hitler Østrig, og Tyskland blev dermed Jugoslaviens nabo. De efterfølgende år arbejdede Hitler hårdt på at øge den tyske indflydelse i det ellers engelsk- og fransk-venlige Jugoslavien, og handelssamkvemmet blev øget dramatisk. Mod syd besatte det fascistiske Italien Albanien i 1939, og Jugoslavien så sig mere og mere indkredset. I syd havde Bulgarien en alliance med Tyskland og gamle krav på nu jugoslavisk territorium i Makedonien.
Samtidig gærede det i den kroatiske del af befolkningen, hvor fascismens succes næsten overalt i Europa gjorde, at Ante Pavelićs fascistiske parti Ustaše havde medgang. Jugoslavien blev således udsat for en bølge af bombe-terror, som mindre rabiate, kroatiske nationalister udnyttede til at afpresse Jugoslaviens centralregering. I januar 1939 truede Bondepartiet med at løsrive sig og starte en borgerkrig, hvis ikke Prins Paul gik med til, at Kroatien fik selvstyre. Den 26. oktober 1939 blev der skrevet en serbisk/kroatisk overenskomst, hvor de kroatiske provinser blev lagt sammen og voldsomt udvidet, mens for eksempel serbernes provinser stadig var håbløst splittet op.
Tysklands invasion af og sejr over Frankrig i 1940 førte til, at Rumænien også indgik en alliance med Hitler, og da Italien invaderede Grækenland sent i 1940, var Jugoslavien helt omringet. Tidligt i 1941 blev Jugoslavien sat over for krav om at indgå i en alliance med Hitler.
Den 25. marts 1941 gav prins Paul efter, og på slottet Belvedere i Wien underskrev statsministeren Cvetković tilslutningen til aksemagterne (alliancen mellem Tyskland-Italien-Japan). Denne tilslutning blev set om en national vanære af serberne i Jugoslavien, hvor det førte til statskup den 27. marts 1941. Da delegationen vendte hjem, var kongen væltet af luftvåbnets serbiske chef, general Simović. Regeringen blev afsat, og prinsregent Paul flygtede i eksil til Grækenland, hvorefter den 17-årige Peter blev udråbt til konge og overtog regeringen. Hitler gav derefter ordre til, at Jugoslavien skulle knuses politisk og militært.
Den 6. april 1941 blev Beograd bombet uden krigserklæring, og tyske tropper rykkede ind i Jugoslavien. Italien og Bulgarien rykkede også ind i Jugoslavien for at få deres bid af kagen. Overalt deserterede de kroatiske soldater i Jugoslaviens hær til de fascistiske invasionshære, og tyske tropper blev hyldet som befriere, da de marcherede ind i den kroatiske by Zagreb.Kongen måtte flygte, og 11 dage efter hans flugt blev kapitulationen underskrevet og kongeriget opløst. Sideløbende hermed proklameredes den 10. april 1941 Den Uafhængige Stat Kroatien (Nezavisna Država Hrvatska), en formelt uafhængig lydstat til aksemagterne, ledet af Ante Pavelić med titlen poglavnik (fører).

### Efter anden verdenskrig, 1945-1992
Efter 2. Verdenskrig, da kommunisterne under Josip Broz "Tito" (kendt som Marskal Tito eller bare Tito) havde nedkæmpet alle ikke-kommunistiske modstandsstyrker og oprettede en føderativ socialistisk stat, gav et valg en national fællesliste 90 % af stemmerne,[kilde mangler] hvorefter kongedømmet afskaffedes trods Peters protest. Tito blev valgt til landets præsident, og de følgende år blev de sidste ikke-kommunistiske partisaner elimineret. Slovenske frihedskæmpere holdt ud til 1946, og de sidste serbiske frihedskæmpere blev nedkæmpet i 1950. De kroatiske fascister forsøgte også et comeback indtil 1948, men var blevet infiltreret af kommunistiske agenter og blev arresteret af det Jugoslaviens sikkerhedspoliti.
Under sin eksistens var Jugoslavien altid en torn i øjet på Sovjetunionen på grund af dets geografiske beliggenhed,[kilde mangler] der spærrede for sovjetisk adgang til Middelhavet. Sovjetiske forsøg på at bruge stalinister i det jugoslaviske kommunistparti slog fejl i 1948, og Tito besluttede at føre en neutral politik mellem de to store magtblokke i den kolde krig. Anmodninger fra både Sovjetunionen (i 1948)[kilde mangler] og USA (i 1949)[kilde mangler] om at måtte oprette militærbaser i Jugoslavien blev afvist.
Efter Titos død i 1980 blev landet ledet af et kollektivt præsidentskab, hvor en repræsentant for hver republik og selvstyrende område samt formanden for Kommunisternes Forbund havde sæde. I de efterfølgende årtier var landet præget af økonomiske problemer og tiltagende indre spændinger, begyndende med store demonstrationer i Kosovo i 1981, som blev slået hårdhændet ned. I 1987 fik Slobodan Milošević magten i Serbien, og i de følgende år også i Kosovo, Vojvodina og Montenegro. Han påbegyndte en serbiskstyret centralisme. Som modtræk ønskede slovenere og kroater at omdanne landet til et mere løst forbund af suveræne nationer. Fra 1990 var nationalistiske politikere ved magten i hele landet, og i 1991 meldte Slovenien og Kroatien sig ud af Jugoslavien og erklærede sig selvstændige. Der opstod kampe med den serbisk-dominerede forbundshær. I januar 1992 blev begge lande officielt anerkendt af en lang række andre lande, og samme år løsrev Bosnien-Hercegovina og Makedonien sig, hvorefter Jugoslavien reelt var ophørt med at eksistere. Mens krigen i Slovenien kun varede få uger, opstod der langvarige og blodige kampe i Kroatien og Bosnien-Hercegovina.

### Tiden efter 1992
I april 1992 proklamerede de to tilbageværende delrepublikker, Serbien og Montenegro, den Føderale Republik Jugoslavien, som i 2003 skiftede navn til Serbien og Montenegro

## Mellem stormagterne
I dannelsen, vedligeholdelsen, eksistensen og splittelsen af Jugoslavien medvirkede også stormagterne, endda mere end landets egen befolkning. Sejrmagterne i 1. Verdenskrig (Storbritannien, Frankrig, USA og Italien) støttede i 1918 dannelsen af Jugoslavien ved, at den slaviske befolkning blev forenet efter Østrig-Ungarns nederlag, dvs. forening af kroatere, slovenere og serbere (forening af Kroatien, Slovenien, Bosnien og Hercegovina og Vojvodina), og stormagterne ønskede dermed to ting: at der med den nye stat dannedes en kraftig forhindring for en mulig ny, tysk imperialisme (deres "Drang nach Osten") samt en hindring mod udbredelse af bolsjevismen fra Sovjetunionen.
Jugoslavien, et instrument for stormagterne mellem de to krige, blev opsplittet af Aksemagterne (Hitlers Tyskland og Mussolinis Italien) i 1941, som på en anden tragisk måde bekræftede, at landets skæbne ikke var i folkets egne hænder. Sejrsmagterne i 2. Verdenskrig (Storbritannien, USA og Sovjetunionen) støttede genopbygningen af Jugoslavien, fordi deres mål var at gendanne alle de lande, Hitler havde ødelagt.
Efter slutningen af 2. Verdenskrig var Titos kommunistiske Jugoslavien fra 1945 til 1948 den mest trofaste, mest eksemplariske og den bedste allierede for Sovjetunionen. Efter uenigheden mellem Tito og Stalin i 1948 opnåede Jugoslavien status af blokfri stat, men var på en mærkelig måde koblet ind i den såkaldte "kolde krig". Jugoslavien løsrev sig i 1948 fra det sovjetiske satellitregime, men da det var før dannelsen af NATO-pagten i 1949 og før dannelsen af Warszawapagten i 1955, tolererede begge disse pagter Jugoslaviens blokfrie position, og det helt til opløsningen af det sovjetiske imperium.

## Jugoslavien i dag
Jugoslavien er i dag opdelt i følgende selvstændige nationer:
- Bosnien-Hercegovina
- Kroatien
- Nordmakedonien
- Montenegro
- Serbien
- Slovenien
- Kosovo. Kosovo er dog ikke anerkendt af FN's sikkerhedsråd på grund af modstand fra Rusland og Kina. I 2018 havde i alt 115 lande, heriblandt USA, Danmark og de fleste vesteuropæiske lande, anerkendt Kosovo som en selvstændig stat.[8]